# Oststadt (Karlsruhe)

Localização de Oststadt na cidade de Karlsruhe

Oststadt é um bairro de Karlsruhe. Está localizado ao leste do bairro Innenstadt-Ost, com limite oeste na Durlacher Tor e limite leste com o distrito de Durlach.

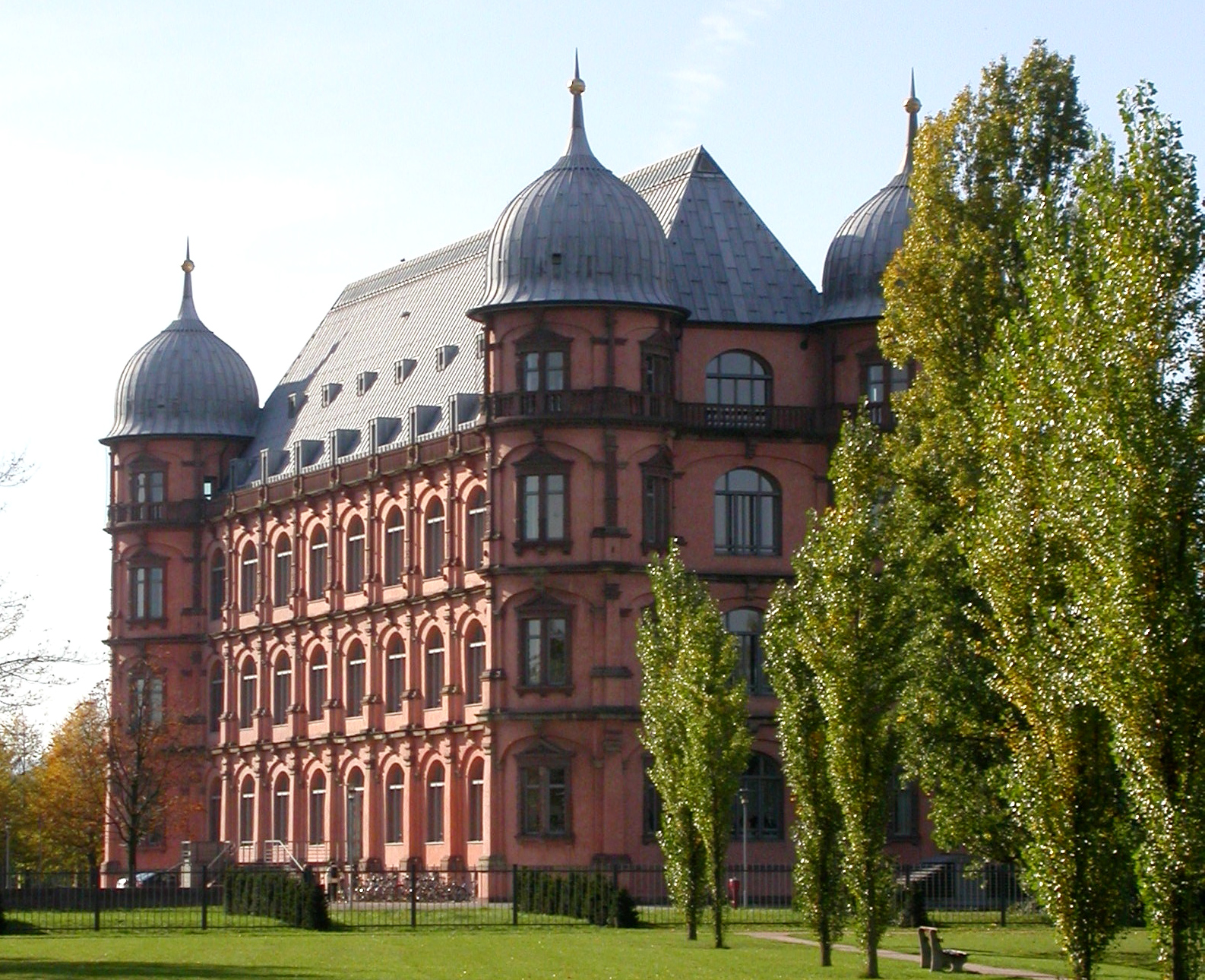
Schloss Gottesaue
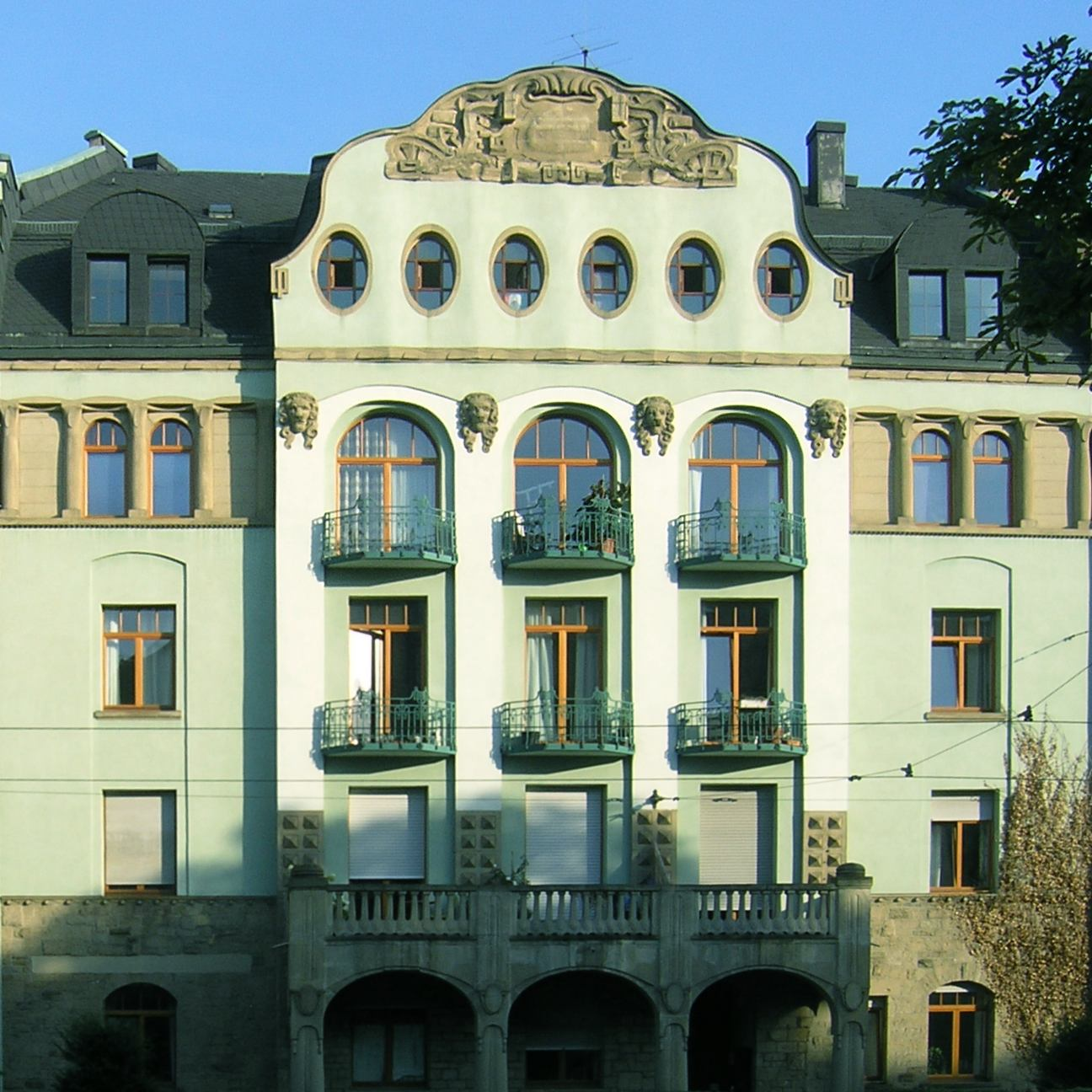
Jugendstil-Haus (Haid-und-Neu-Straße 8)
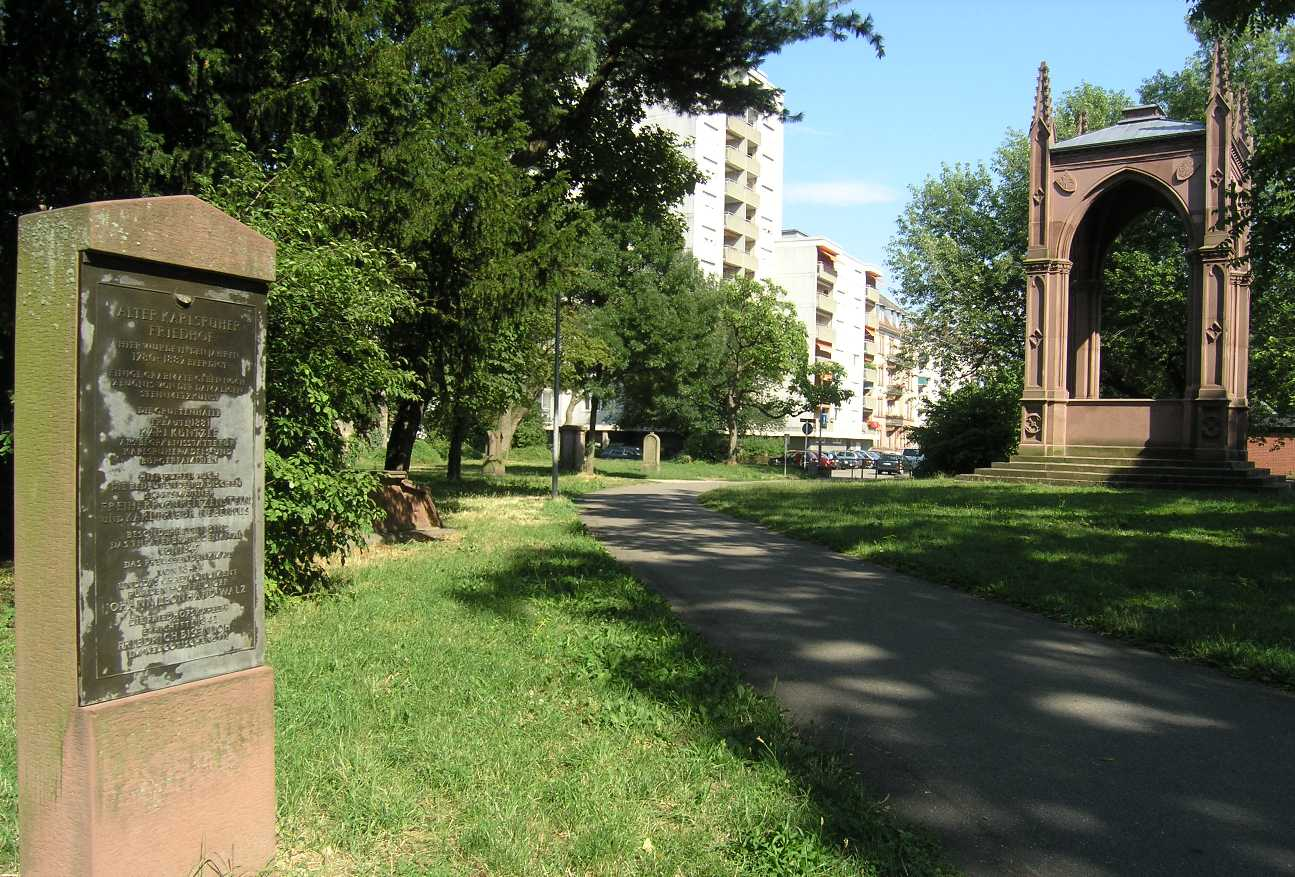
Alter Friedhof Karlsruhe
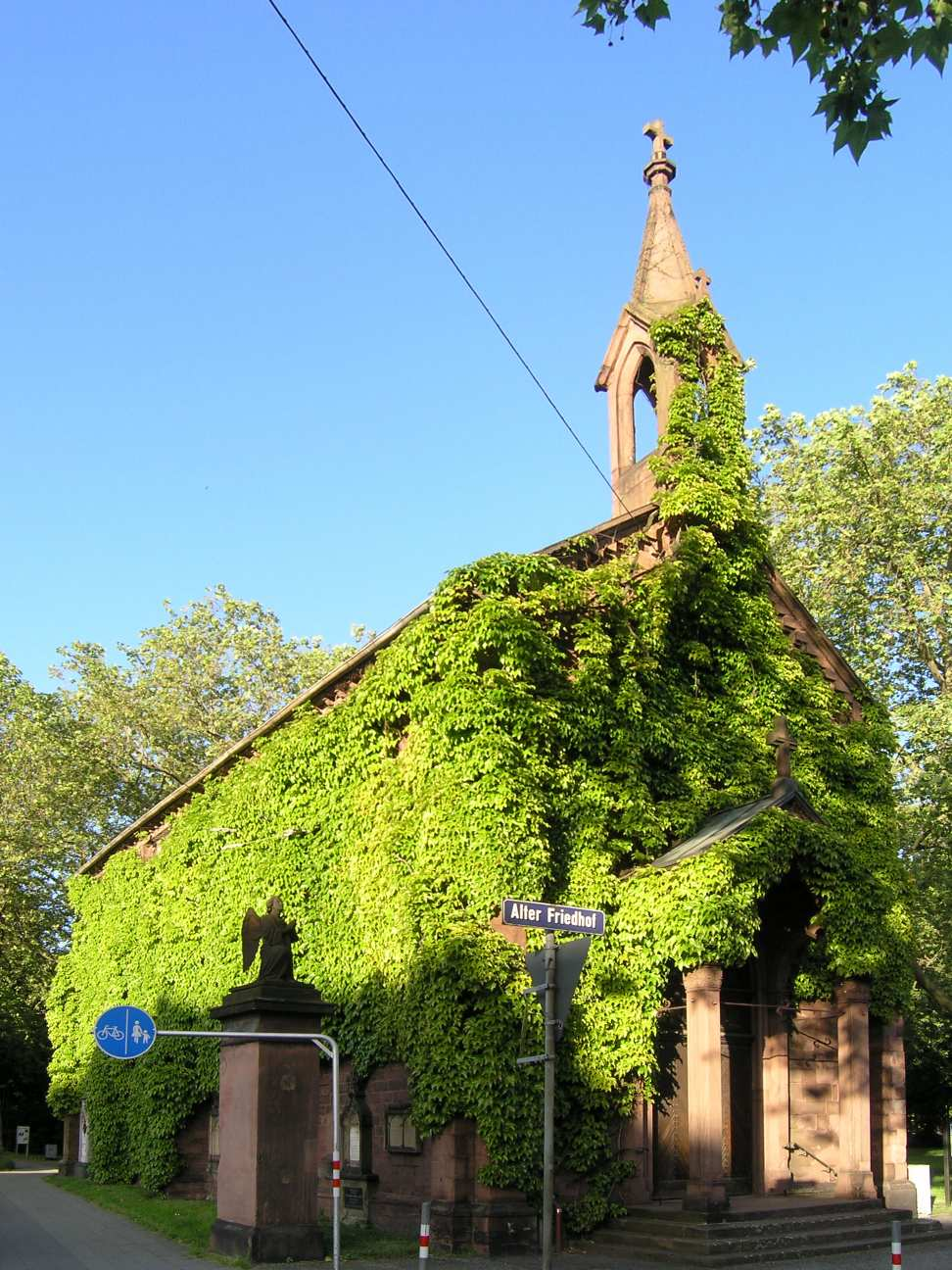
Capela no Alter Friedhof Karlsruhe
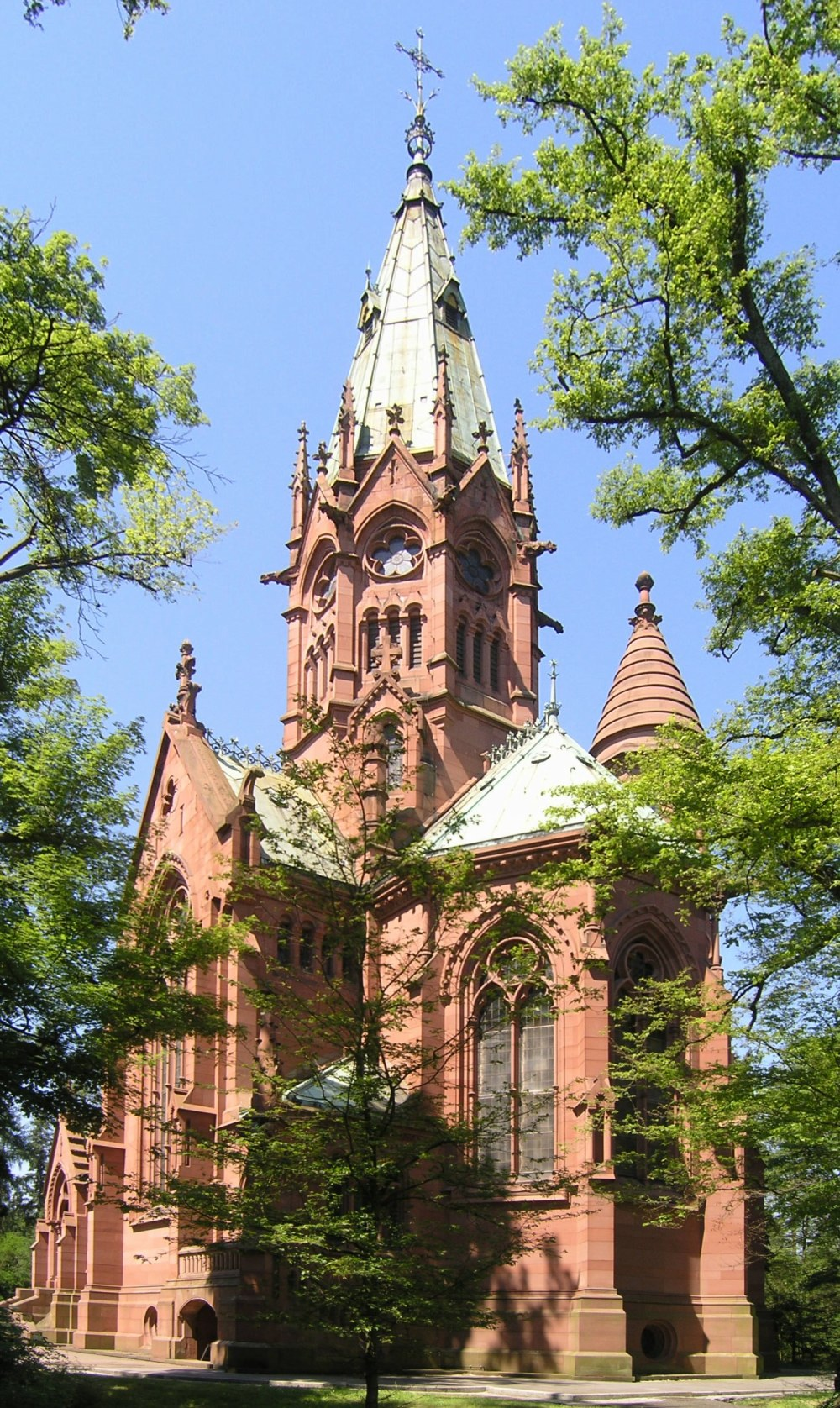
Capela Sepulcral no Fasanengarten
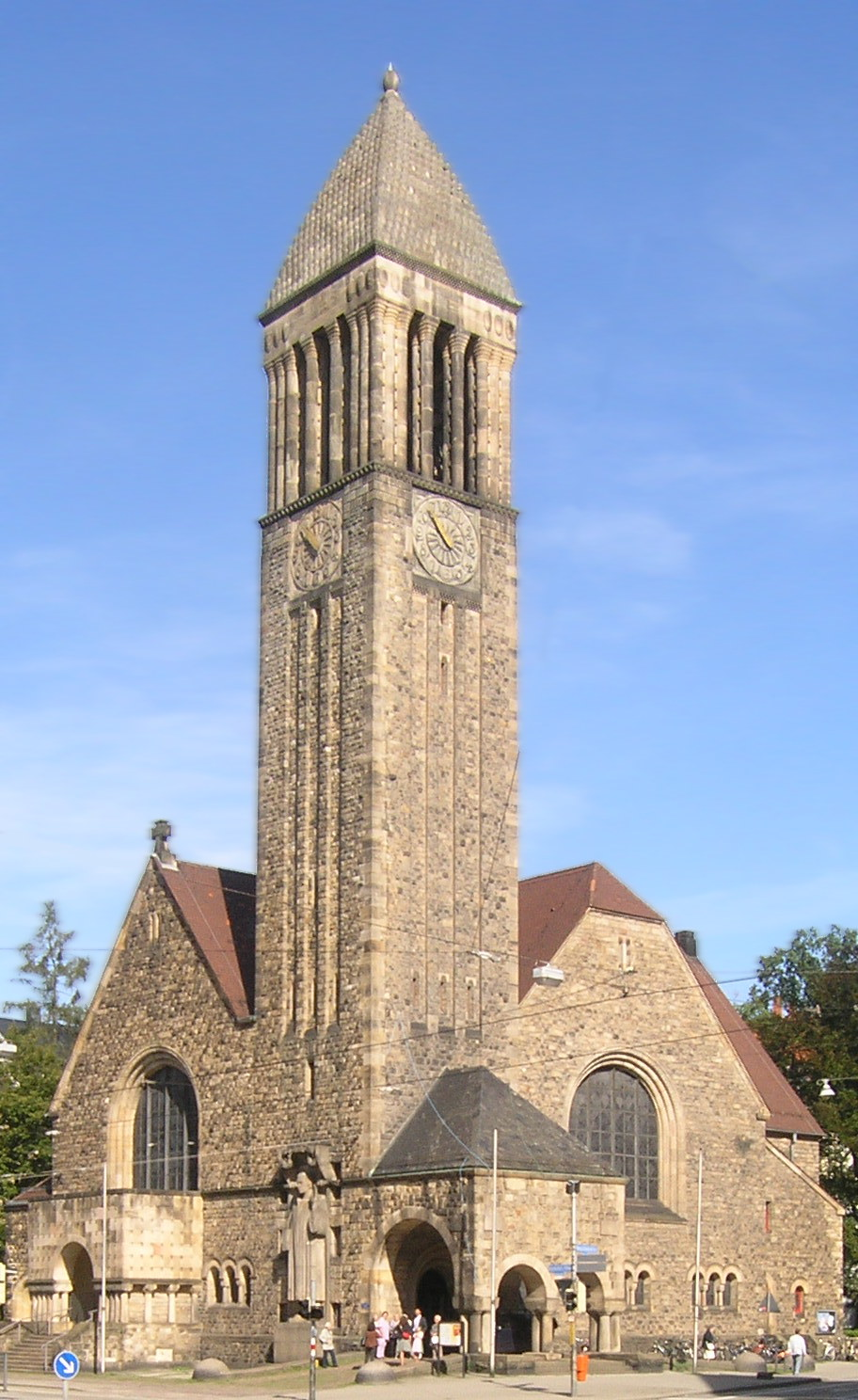
Lutherkirche
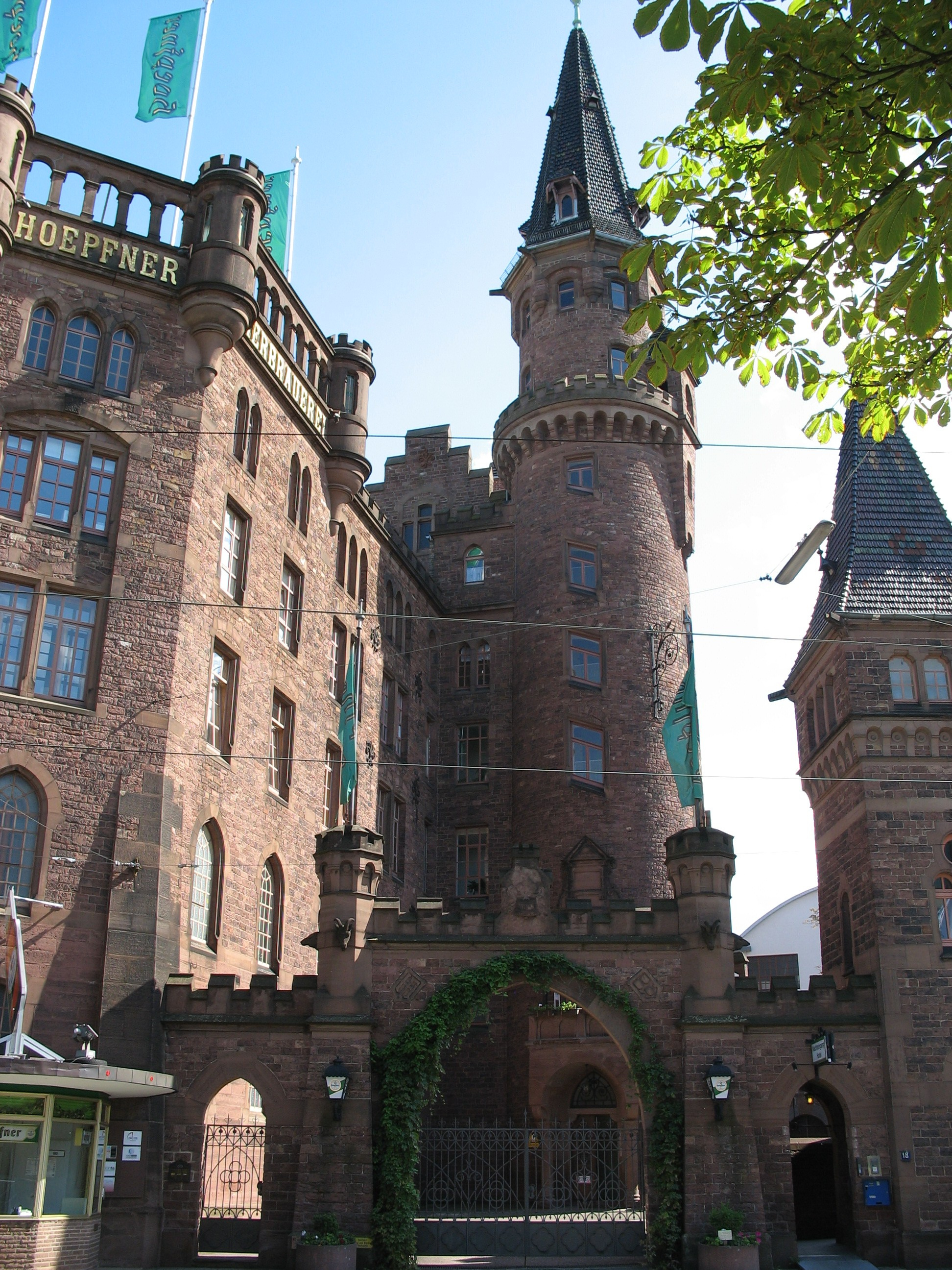
Hoepfner-Burg